# Stanišić
Stanišić (serbocroata cirílico: Станишић; húngaro: Őrszállás; alemán: Stanischitsch o Deutschwachenheim) es un pueblo de Serbia, constituido administrativamente como una pedanía de la ciudad de Sombor en el distrito de Bačka del Oeste de la provincia autónoma de Voivodina.
En 2011 tenía 3987 habitantes. Más de dos tercios de los habitantes son serbios, quienes conviven con importantes minorías de croatas y magiares.
Se sabe que la zona estaba habitada ya en el siglo XIV, cuando se mencionan varios nombres de aldeas en documentos del reino de Hungría; sin embargo, la parroquia no se menciona con claridad en documentos hasta las invasiones turcas del siglo XVI, que dejaron el área casi despoblada. La actual localidad fue fundada en 1763 por serbios procedentes de Dávod y Nagybaracska, localidades próximas pero actualmente ubicadas en Hungría. A lo largo del siglo XIX se fue convirtiendo en un asentamiento de mayoría étnica alemana, hasta que en la Segunda Guerra Mundial los alemanes fueron expulsados y sustituidos por nuevos pobladores eslavos de origen dálmata.
Se ubica unos 20 km al noreste de la capital municipal y distrital Sombor, junto a la frontera con Hungría.